# Mariàngela Vilallonga
Mariàngela Vilallonga Vives (Gerona, 3 de abril de 1952) ha sido catedrática de filología latina en la Universidad de Gerona entre 1977 y 2022. Entre 2017 y 2019 fue vicepresidenta segunda del Instituto de Estudios Catalanes, institución donde ocupó varios cargos de responsabilidad. El 25 de marzo de 2019 pasó a ser la nueva consejera de cultura del Gobierno Quim Torra de la Generalidad de Cataluña. Su mandato como consejera de Cultura finalizó el 3 de septiembre de 2020. Desde mayo de 2021 es presidenta de la Fundación Prudenci Bertrana.

## Biografía
Su padre fue el sastre Josep Vilallonga. Nacida en Gerona, creció en Llagostera. Estudió primaria en las carmelitas del municipio y el bachillerato elemental en el Instituto de Gerona. Posteriormente estudió en el Instituto Jaume Vicens Vives de Gerona. Empezó la carrera de filosofía y Letras en la Universidad de Gerona, y se licenció en filología Clásica en la Universidad Autónoma de Barcelona. El mes de septiembre de 1974 leyó su tesina, La estructura omfàlica a l'epístola Ad Pisones d'Horaci, dirigida por Àngel Anglada Anfruns. El mismo año empezó a trabajar como docente en el Colegio Universitario de Gerona y se casó el 1975.

### Universidad
Doctora en filología clásica por la Universidad Autónoma de Barcelona, es catedrática de filología latina de la Universidad de Gerona y directora de la Cátedra de Patrimonio Literario Maria Àngels Anglada - Carles Fages de Climent, desde su creación en 2004, y del Grupo de Investigación de Patrimonio Literario. Ha dirigido proyectos de investigación sobre las relaciones entre los humanistas de la Corona de Aragón y Europa durante los siglos XV y XVI. En este ámbito destacan el libro La literatura latina en Cataluña en el siglo XV y sus aportaciones sobre el cardenal y obispo de Gerona Joan Margarit y Pau y Jeroni Pau, de quién es especialista.
Coordinó el grupo de trabajo Studia Humanitatis, en que participan catorce investigadores de Alemania, Italia, el Reino Unido, Bélgica y España. Ha creado una biblioteca virtual donde se pueden encontrar biografías de los principales humanistas catalanes y algunos de sus textos latinos.

### Academia
Desde el 28 de febrero de 2005 es miembro numerario del Instituto de Estudios Catalanes con el número 255, y desde 2017 es la vicepresidenta de la institución. Ya lo había sido anteriormente, entre el 11 de noviembre de 2010 y 2013, en sustitución de Joan Solà, fallecido el 27 de octubre de 2010.
Es vocal de la Junta de Gobierno y del Consejo Asesor de la Institución de las Letras Catalanas desde 2015. Ha sido miembro del Consejo de las Artes y la Cultura de Gerona (2008-2011), miembro del Consejo Escolar de Cataluña (2011-2015), miembro del Consejo Social de Cultura de la Generalidad de Cataluña (2014-2015), presidenta del Consejo Asesor de la Red CRUSCAT (2010-2015), miembro del Comité Organizador de las Conmemoraciones de la Generalidad de Cataluña (2011-2013) y coordinadora de las "Hojas" de la Revista de Girona (1985-2008).

### Política
El 22 de marzo de 2019 fue anunciada como futura consejera de Cultura del gobierno de Quim Torra, en sustitución de Laura Borràs. Borràs dejó el cargo para presentarse como candidata independiente a las elecciones generales españolas de abril de 2019. En 2020 se ocasionó cierta polémica en referencia al en su opinión excesivo uso del castellano en TV3, haciendo especial referencia a una nueva serie bilingüe, Drama. En septiembre del mismo año fue relevada de su cargo. Volvió a la Universidad hasta su jubilación el 2022.

## Publicaciones
Es autora de más de una docena de monografías y de libros. También ha traducido los Poemas franceses de Rainer M. Rilke (2011). Ha colaborado con varios medios de comunicación (El Punt, Presencia, Revista de Girona, Sierra d'Or, La Vanguardia, Avui, Ara.)
- Vida i obra de Jeroni Pau (Resumen de Tesis Doctoral) (1984)
- Jeroni Pau. Obres (dos volúmenes, 1986, ISBN 978-84-7256-282-0)
- Els arbres (1986)
- Dos opuscles de Pere Miquel Carbonell (1988)
- Llengua i literatura de l'Edat Mitjana al Renaixement (1991) con Albert Rossich
- La literatura llatina a Catalunya al segle XV. Repertori bio-bibliogràfic (1993, ISBN 978-84-7256-930-0)
- El Renaixement i l'Humanisme (2002, ISBN 978-84-8429-885-4)
- Atles literari de les terres de Girona (segles XIX i XX) (2003) con Narcís-Jordi Aragó
- Johannes Burckard. Dietari secret (2003)
- Recrear Rodoreda Romanyà (2008)

## Premios y reconocimientos
El 26 de abril de 2016, recibió la Cruz de Sant Jordi por su "investigación centrada en la literatura humanística latina de la Corona de Aragón".